# Fontenouilles
Fontenouilles ist eine Commune déléguée in der französischen Gemeinde Charny Orée de Puisaye mit 222 Einwohnern (Stand: 1. Januar 2022) im Département Yonne in der Region Bourgogne-Franche-Comté.
Von 1996 bis 2014 gehörte Fontenouilles zur Communauté de communes de la Région de Charny.
Fontenouilles wurde am 1. Januar 2016 mit 13 weiteren Gemeinden, namentlich Chambeugle, Charny, Chêne-Arnoult, Chevillon, Dicy, Grandchamp, Malicorne, Marchais-Beton, Perreux, Prunoy, Saint-Denis-sur-Ouanne, Saint-Martin-sur-Ouanne, Villefranche zur Commune nouvelle Charny Orée de Puisaye zusammengeschlossen. Die Gemeinde Fontenouilles gehörte zum Arrondissement Auxerre und zum Kanton Charny.

## Geographie
Fontenouilles liegt etwa 41 Kilometer westnordwestlich von Auxerre am Fluss Cuivre.

## Bevölkerungsentwicklung
| Jahr                      | 1962 | 1968 | 1975 | 1982 | 1990 | 1999 | 2006 | 2013 |
| Einwohner                 | 325  | 297  | 215  | 177  | 199  | 209  | 208  | 218  |
| Quelle: Cassini und INSEE |      |      |      |      |      |      |      |      |

## Sehenswürdigkeiten

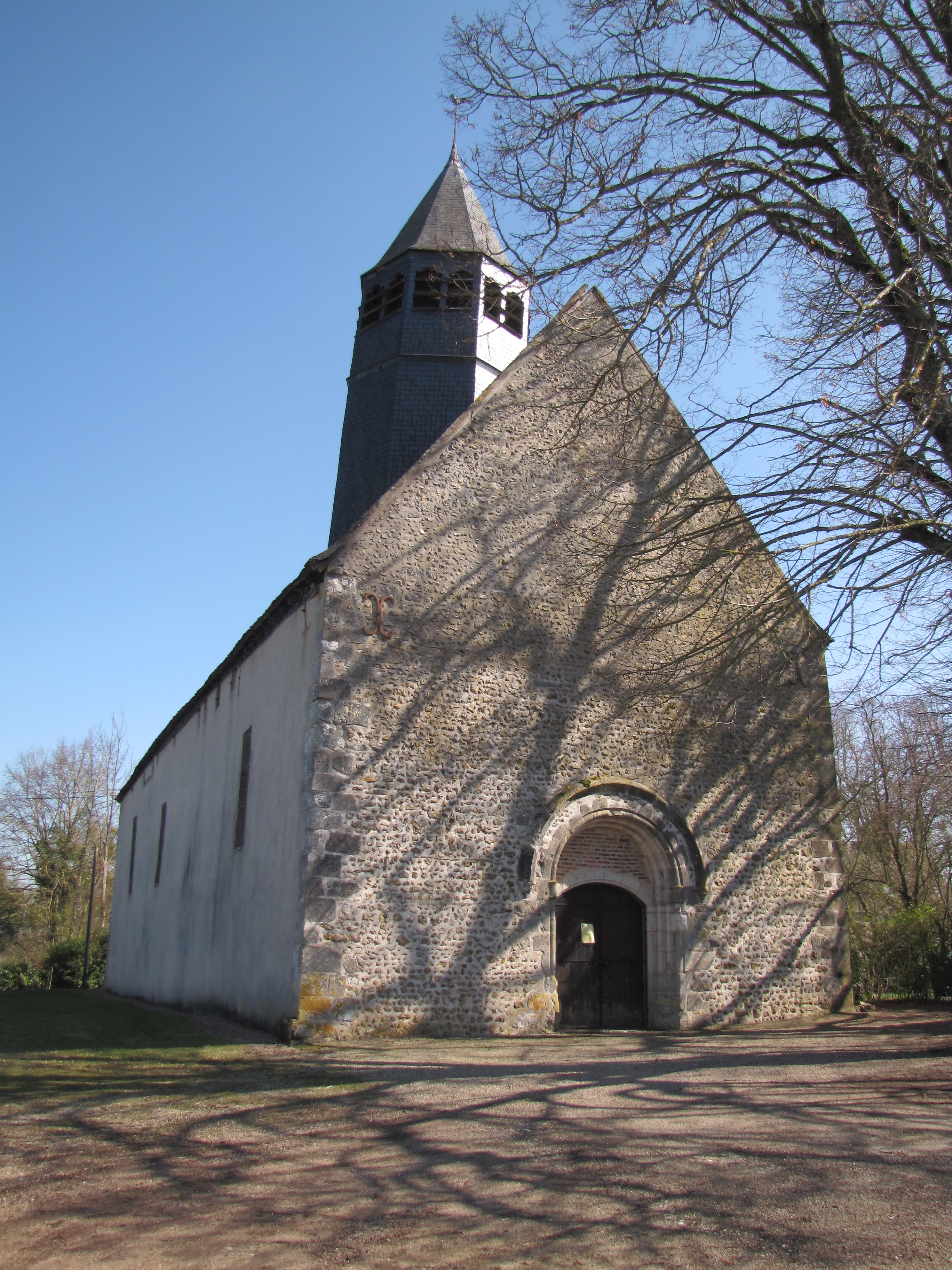
Kirche Saint-Vérain

- Kirche Saint-Vérain